# Szkoła Podstawowa im. Franciszka Jujki w Starym Targu

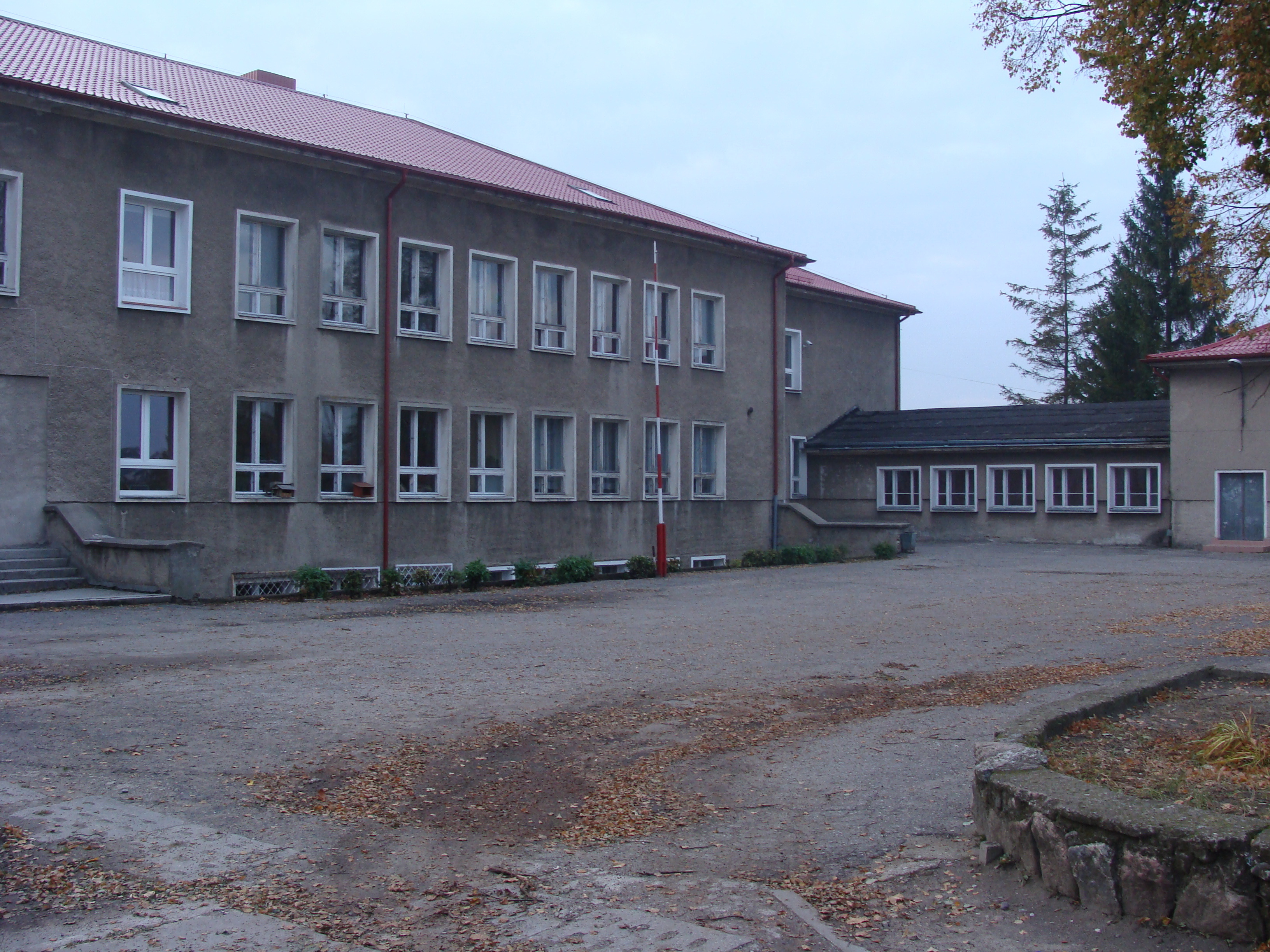
Budynek Zespołu Szkół w Starym Targu (2009)

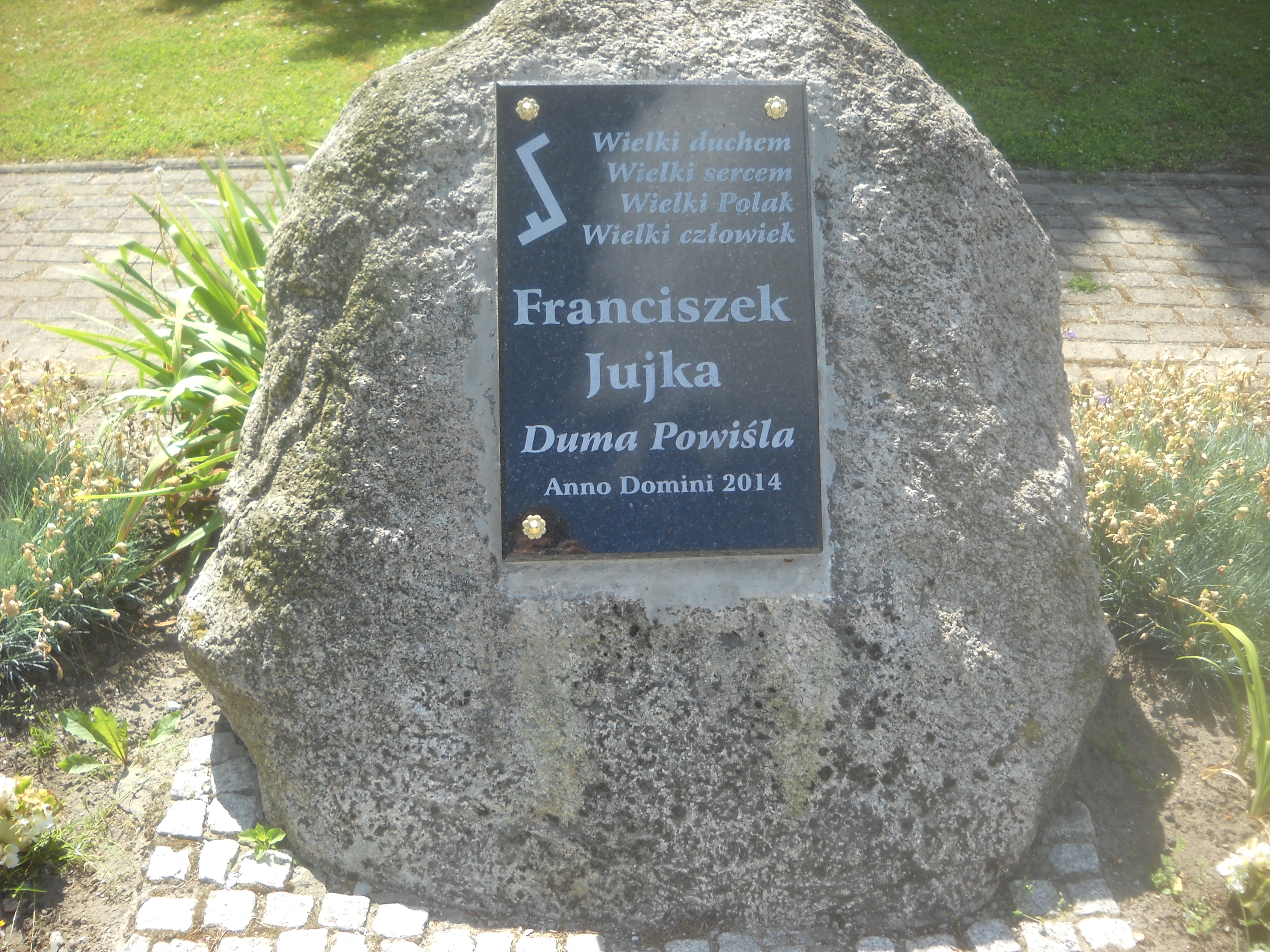
Pomnik przy budynku szkoły poświęcony jej patronowi Franciszkowi Jujce

Szkoła Podstawowa im. Franciszka Jujki w Starym Targu – szkoła podstawowa w Starym Targu, w województwie pomorskim, w Polsce. Od 1 września 2004 do 30 września 2019 część Zespołu Szkół w Starym Targu, od 1 października 2019 Zespołu Szkolno-Przedszkolnego im. Franciszka Jujki w Starym Targu.

## Historia
Szkoła została założona 3 czerwca 1929 jako szkoła polska (Stary Targ należał w tym okresie do Niemiec) i katolicka. Była jedną z pierwszych szkół na Powiślu, gdzie utworzenie polskich szkół umożliwiła Ordynacja dotycząca uregulowania szkolnictwa dla mniejszości polskich, uchwalona 31 grudnia 1928 przez rząd pruski. Pierwszym kierownikiem szkoły został Antoni Sarnowski, którego działalność spowodowała reakcje władz niemieckich, w wyniku czego utracił on prawo nauczania i zobowiązany został do opuszczenia Niemiec. Od kwietnia 1933 kierownikiem placówki był Franciszek Jujka, który prowadził aktywną działalność oświatowo-kulturalną. 1 sierpnia 1936 także on został pozbawiony praw nauczania i musiał opuścić Niemcy. W wyniku aresztowań przez hitlerowców polskich działaczy na Powiślu 25 sierpnia 1939 zatrzymany został kierownik placówki Jan Mondry, a na okres II wojny światowej szkoła zawiesiła działalność. Jej wznowienie nastąpiło 30 kwietnia 1945. Szkoła została powiększona, a jej pierwszym powojennym kierownikiem została Maria Rajska. Nowy gmach szkolny (obecny) oddano do użytku 1 września 1952. Liczył on 250 m². W latach 1953–1957 w jego części funkcjonowało Liceum Pedagogiczne. Przy nim funkcjonowała szkoła ćwiczeń pod kierownictwem Jana Makary, który po przemianowaniu jej na szkołę podstawową po rozwiązaniu Liceum pozostał kierownikiem placówki. 20 listopada 1960 patronem szkoły został Franciszek Jujka, którego głaz upamiętniający odsłonięty został przy budynku szkoły. W 1973 powołano Gminnego Dyrektora Szkół, w wyniku czego placówka funkcjonować zaczęła jako Zbiorcza Szkoła Gminna w Starym Targu. Projekt sztandaru ze znakiem Rodła, który przekazany został szkole 1 czerwca 1974, wykonał syn patrona – Zbigniew Jujka. 1 czerwca 1979, przy okazji obchodów 50-lecia szkoły, otwarta została Izba Pamięci. W 1984 placówka przyjęła nazwę Szkoła Podstawowa im. Franciszka Jujki w Starym Targu. W 1999 w budynku szkoły zaczęło funkcjonować Publiczne Gimnazjum w Starym Targu, które 5 lat później połączono ze szkołą podstawową, w wyniku czego powołany został Zespół Szkół w Starym Targu (w 2017 w jego skład włączono także nowo utworzone Przedszkole Samorządowe). W 2019 – w miesiąc po zakończeniu działalności gimnazjum – przyjął on nazwę Zespół Szkolno-Przedszkolny im. Franciszka Jujki w Starym Targu.
Szkołę ukończyli m.in. Leszek Koszytkowski (1970) i Sylwester Wyłupski (1990).

## Budynek
Budynek placówki składa się z parteru oraz piętra. Na parterze znajduje się m.in. sala gimnastyczna, Izba Tradycji Szkoły, pokoje nauczycielskie oraz sekretariat, a na piętrze m.in. dwie pracownie komputerowe, skomputeryzowana biblioteka oraz gabinet pielęgniarski. Sale lekcyjne szkoły podstawowej znajdują się na parterze (na piętrze mieszczą się sale wykorzystywane przez gimnazjum). Od 2014 budynek nosi z zewnątrz kolor żółty.

## Kierownicy i dyrektorzy szkoły

### Kierownicy
- 1929–1932: Antoni Sarnowski
- 1933–1936: Franciszek Jujka
- 1937–1939: Jan Mondry (Mądry)
- 1945–1946: Maria Rajska
- 1946–1948: Wojciech Pacuła
- 1948–1951: Leon Gierasimowicz
- 1951–1953: Tomasz Kasperski
- 1953–1954: Zygmunt Szczepański
- 1954–1955: Józef Łukasik
- 1955–1973: Jan Makara

### Dyrektorzy
- 1973–1984: Tadeusz Sikora
- 1984–1990: Paweł Szmiłyk
- 1990–2004: Danuta Bilicka

Dyrektorzy Zespołu Szkół/Szkolno-Przedszkolnego:
- 2004–2009: Dorota Pawłowska
- 2009–2020: Mirosława Jakubik (od 2019 jako p.o.)
- od 2020: Magdalena Gut (do 2022 jako p.o.)